# Icom Incorporated
ICOM Incorporated (jap. アイコム株式会社 Aikomu Kabushiki-gaisha) (TYO: 6820) jest międzynarodowym producentem sprzętu radiowego, założonym w roku 1954 przez Tokuzo Inoue. Jego produkty przeznaczone są dla krótkofalowców, lotnictwa, marynarki, lądowych służb profesjonalnych oraz entuzjastów SWL (nasłuchowcy).
Główna siedziba firmy znajduje się w Osace w Japonii; przedstawicielstwa rozlokowane są na całym świecie, między innymi w USA, Kanadzie, Australii, Nowej Zelandii, Wielkiej Brytanii, Francji, Hiszpanii, Chinach.